# Parapalaeosepsis plebeia
Parapalaeosepsis plebeia är en tvåvingeart som först beskrevs av de Meijere 1906.  Parapalaeosepsis plebeia ingår i släktet Parapalaeosepsis och familjen svängflugor. Inga underarter finns listade i Catalogue of Life.